# Tratado de Madrid (1817)
El Tratado de Madrid de 1817 fue un acuerdo secreto por el que Rusia vendió a España una escuadra naval. La demora en el pago de las cantidades acordadas provocó un tratado adicional firmado en 1819.

## Contexto
Tras la Guerra anglo-española de 1796–1807, la guerra de independencia (1808–1814) dejó España sumida en la ruina: el elevado número de muertos durante los enfrentamientos y el exilio de los afrancesados redujeron sensiblemente la población; los daños materiales fueron elevados; la agricultura, principal actividad económica del país, y la industria quedaron arrasadas; la independencia de algunas colonias americanas vino a sumarse a la situación. En el período 1798–1814 la deuda pública española se quintuplicó.
La Real Armada Española había quedado diezmada, así como los medios para reconstruirla. Necesitado el país de una flota poderosa para asegurar las costas en la península ibérica y en los territorios de los reinos de ultramar, solicitó a Rusia la venta de una escuadra de 4 navíos de línea de 74 cañones cada uno, y 8 fragatas de 40 cañones.

## Acuerdos de 1817
Francisco de Eguía, teniente general del ejército español y secretario de estado de Fernando VII de España, y el senador Dmitri Pavlovich Tatischeff, ministro del zar Alejandro I de Rusia firmaron el acuerdo en Madrid el 11 de agosto de 1817 bajo las siguientes condiciones:
- La flota solicitada constaría de 5 navíos de línea y 3 fragatas, por no disponer Rusia de suficientes fragatas disponibles para su venta.
- La escuadra se entregaría en Cádiz, debidamente armada, amunicionada y aprovisionada.
- Los marineros rusos a bordo serían repatriados a Kronstadt por cuenta de España.
- El precio de los barcos sería de 13.600.000 rublos, pagaderos de la siguiente forma:
  - España entregaría 400.000 libras esterlinas, provenientes de la indemnización que el Reino Unido le entregase por la abolición del tráfico de esclavos acordada ese mismo año, y que debería hacerse efectiva el 20 de febrero de 1820.[5]
  - El resto del pago debería ser satisfecho antes del 1 de marzo de 1818.
- El contenido del acuerdo se mantendría en secreto.

La llegada de la flota rusa a Cádiz en febrero de 1818 no fue del agrado de la marina española, descontenta de la procedencia extranjera de los barcos, ni de los constructores gaditanos, privados de su construcción, a lo que se añadió el estado de deterioro en el que se encontraban unas naves supuestamente nuevas: entre 1820 y 1823 varios buques fueron desguazadas por inservibles. Otros formaron parte del esfuerzo militar español en las Guerras de Independencia Hispanoamericanas.

## Ampliación de 1819
Debido a las dificultades económicas que España atravesaba, el pago no fue satisfecho en su totalidad en la fecha prevista según las condiciones establecidas en el tratado de 1817, por lo que el 27 de septiembre de 1819, ante los requerimientos del gobierno ruso, el secretario del rey Antonio de Ugarte y Larrazábal, y el senador Tatitscheff firmaron en Madrid una convención suplementaria para ajustar el pago de la cantidad faltante, estimada en 5.300.000 de rublos, en las condiciones siguientes:
- España entregaría 2.605.000 de francos provenientes de las indemnizaciones que Francia le debía por daños de guerra (esta cantidad estaba todavía en poder de Francia).
- Durante el año 1820 España abonaría 177.000 libras esterlinas, fraccionados en 12 pagos.
- Si la indemnización que España debía recibir de Francia se retrasase más allá del 1 de enero de 1820, los 2.605.000 francos serían incluidos en los plazos mensuales pagaderos durante 1820.